# Joseph Pletinckx
Joseph Pletinckx (13 de junho de 1888 - 1971) foi um jogador de polo aquático belga, medalhista olímpico.
Joseph Pletinckx fez parte do elenco medalha de prata de Londres 1908, Antuérpia 1920 e Paris 1924, e bronze  Estocolmo 1912.